# 清水晃
清水 晃（しみず ひかる、1930年11月5日 - 2016年7月20日）は、日本の経営者。西日本新聞社社長を務めた。

## 来歴・人物
福岡県田川市出身。1954年に九州大学法学部を卒業し、同年に西日本新聞社に入社。1985年に取締役に就任し、1987年に常務、1989年6月に専務を経て、1995年6月に社長に就任。2001年6月に会長に就任し、2007年6月から1年間相談役を務めた。
テレビ西日本会長、共同通信社理事なども歴任。
2016年7月20日心不全のために死去。85歳没。